# 에세이 (오른주)

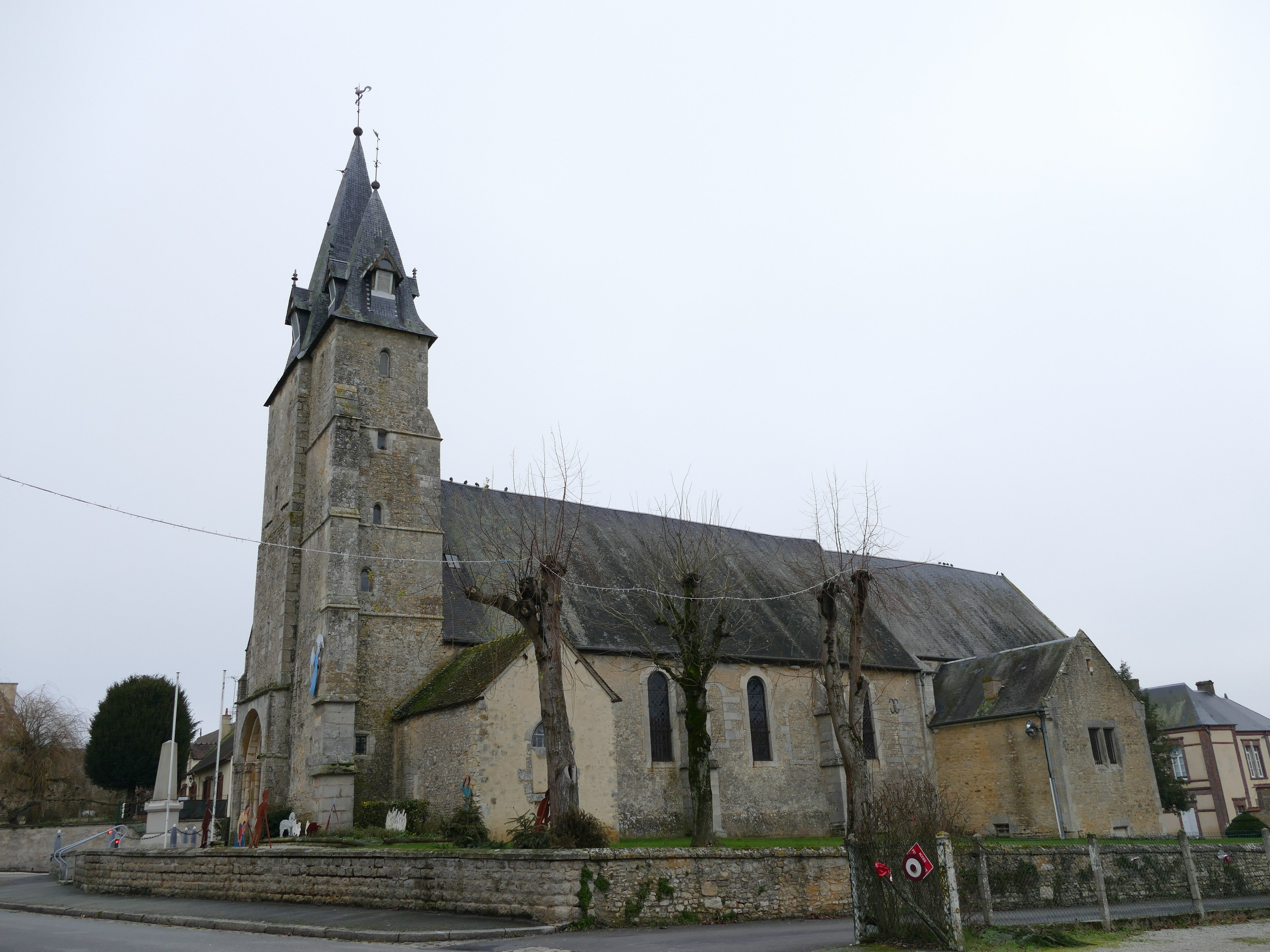
에세이의 한 교회.

에세이(Essay)는 프랑스의 주로 구성되어 있는 오른주에 예속된 코뮌이자 마을이다. 그러나 이 코뮌이자 마을 일대에서는 근래 들어 보통 모터스포츠 트랙으로 널리 유명한 장소로 넌지시 소개되어 있다. 그래서 랠리크로스 대회 유치 경험도 2011년에 한 번은 가진 적이 있었다. 대표적으로 보면 2011년 유럽 랠리크로스 챔피언십이 해당 지역에서 개최된 바 있었다.